# Vilopriu
Vilopriu è un comune spagnolo di 152 abitanti situato nella comunità autonoma della Catalogna.